# Brockhaus-Duden Neue Medien
Die Brockhaus-Duden Neue Medien GmbH (BDNM) war eine hundertprozentige Tochter des Bibliographischen Instituts & F. A. Brockhaus und seit der Umstrukturierung des Verlages als Profitcenter für den Bereich Neue Medien zuständig. Die Firma wurde von Hans Huck-Blänsdorf (Vertrieb) und Bernd Kreissig (Redaktion) geleitet. Aus dem Duden-Unternehmen entwickelten sich die Firma „Duden Paetec GmbH – Duden Schulbuchverlag“, die zum Geschäftsbereich „Cornelsen Verlag“ der Franz-Cornelsen-Bildungsgruppe gehört, und die Marke „DUDEN“, welche die bekannten Nachschlagewerke sowie Lernhilfen abdeckt und am Bibliographischen Institut angesiedelt ist.

## Geschichte
Statt einer Neugründung wählte der Verlag die Umwandlung der vormals inaktiven Dr. Helmuth Bücking GmbH. Anfang Januar 2001 wurde der Gesellschaftsvertrag neu verfasst. Zum Unternehmensgegenstand wurde erklärt:
„Die Herstellung von und der Handel mit elektronisch gespeicherten Informationen sowie deren Datenträger, namentlich CD-ROMs und DVDs im Rahmen eines Betriebsführungsvertrages zwischen der Gesellschaft und der Bibliographisches Institut & F. A. Brockhaus AG.“
Zum 1. Dezember 2002 übernahm BDNM den Betrieb der Webseite xipolis.net.

## Produkte
BDNM bot folgende Produkte an:
- die digitale Brockhaus-Enzyklopädie auf USB-Stick,
- das Infotainment-Produkt Brockhaus Multimedial1,
- den Brockhaus in Text und Bild1, 2,
- verschiedene Duden-Wörterbücher2,
- die Duden-Korrektor-Produktfamilie zur Rechtschreibprüfung,
- die Duden OpenOffice.org Suite3,
- den Duden Tipptrainer und
- das Lifelab (Molekularbiologische Experimente).

Darüber hinaus stellte das Unternehmen die Technologie (Duden-Proof-Factory, Duden-Linguistic-Engine), die der Duden-Korrektor-Produktfamilie zugrunde liegt, auch anderen Unternehmen zur Integration in Software zur Verfügung. So sind mittlerweile auch Redaktionssysteme, Content-Management-Systeme, E-Mail-Clients und Übersetzungsprogramme mit der Duden-Rechtschreibprüfung ausgestattet. Zahlreiche Wörterbuch- und Lexikoninhalte wurden zudem Unternehmen zur Lizenzierung angeboten.
Bemerkungen:
1 Jährliche Erscheinungsweise für Windows, macOS und Linux.
2 Diese Produkte wurden für die Office-Bibliothek angeboten, die unter Windows, Mac OS X und Linux lief.
3 Diese wurde für Windows und Linux angeboten.